# Adgestone
Adgestone – osada w Anglii, na wyspie Wight. Leży 10 km na wschód od miasta Newport i 118 km na południowy zachód od Londynu.